# Beta Columbae
Désignations
Beta Columbae (β Col / β Columbae, Bêta Columbae), également nommée Wazn, est la deuxième étoile la plus brillante de la constellation de la Colombe. Sa magnitude apparente est de 3,11. D'après la mesure de sa parallaxe annuelle par le satellite Hipparcos, l'étoile est située à ∼ 87 a.l. (∼ 26,7 pc) de la Terre. Elle s'éloigne du Système solaire à une vitesse radiale de +89 km/s.

## Noms
Wazn est le nom propre de l'étoile qui a été approuvé par l'Union astronomique internationale le 20 juillet 2016. Il s'agit d'un nom traditionnel qui provient de l'arabe « poids ».

## Caractéristiques principales
Wazn est une géante rouge de type spectral K1III CN+1, avec la notation « CN+1 » qui indique que son spectre présente une surabondance en radical cyano. Sa température de surface est de 4 545 K.